# Gondar centrale
Gondar centrale è una delle zone amministrative in cui è suddivisa la Regione degli Amara in Etiopia.
La zona è stata creata successivamente al censimento etiope del 2007, pertanto non sono disponibili dati esatti sulla sua popolazione.

## Woreda
La zona è composta da 16 woreda:
1. Belesa occidentale
2. Belesa orientale
3. Chilga 1
4. Chilga 2
5. West occidentale
6. Dembia orientale
7. Gonder town
8. Gonder Zuria
9. Kinfaz
10. Lay Armacho
11. Tach Armacho
12. Takusa
13. Tsegede
14. Wegera